# Angela Salloker
Angela Salloker (née le 5 mars 1913 à Moschganzen, morte le 3 janvier 2006 à Graz) est une actrice autrichienne.

## Biographie
Angela Salloker fait ses débuts sur scène dans le rôle de Hannele dans Hanneles Himmelfahrt (d'après Gerhart Hauptmann) au Schauspielhaus Graz à 15 ans. La même année, elle commence trois ans de cours de théâtre auprès de Lori Weiser et a son premier engagement permanent sur scène. De 1935 à 1938, elle suit des cours de formation vocale auprès de Margaret Langen à Berlin.
Dans les années suivantes, Angela Salloker joue dans de nombreux théâtres germanophones importants, notamment à Breslau, Munich, Salzbourg, Berlin (Deutsches Theater), Vienne (y compris Burgtheater, Theater in der Josefstadt), Constance, Zurich, Cassel, Göttingen et dans les festivals de Heidelberg, Salzbourg et Bad Hersfeld.
Bien qu'Angela Salloker ait mis sa concentration artistique sur le théâtre tout au long de sa vie, elle a des succès au cinéma et à la télévision. En 1934, elle fait ses débuts au cinéma aux côtés d'Albert Florath dans Der schwarze Walfisch. Un an plus tard, elle a le rôle-titre de Jeanne d’Arc dans le film de Gustav Ucicky.
Pendant la Seconde Guerre mondiale, Angela Salloker se retire du cinéma et, malgré ses succès antérieurs, ne joue ensuite que sporadiquement devant une caméra. Pour la télévision, elle privilégie les adaptations.
En outre, elle travaille pour de nombreuses pièces radiophoniques et à partir des années 1940 quelquefois dans le doublage de films.
Elle devient en 1949 l'épouse de l'acteur Armin Dahlen jusqu'à sa mort.

## Filmographie
- 1934 : Der schwarze Walfisch
- 1934 : Hohe Schule
- 1935 : Jeanne d'Arc
- 1936 : Mädchenpensionat
- 1936 : Dortoir de jeunes filles
- 1937 : La Cruche cassée
- 1939 : Die Hochzeitsreise
- 1949 : L'Or blanc
- 1963 : Robinson soll nicht sterben (TV)
- 1966 : Gespenster (TV)
- 1967 : John Gabriel Borkman (TV)
- 1967 : König Ödipus (TV)
- 1969 : Duett im Zwielicht (TV)
- 1971 : Der Kommissar – Kellner Windeck
- 1973 : Der Kommissar – Schwarzes Dreieck
- 1973 : Le Piéton
- 1974 : Der Unbestechliche (TV)
- 1976 : Das Fräulein von Scuderi (TV)
- 1979 : Inspecteur Derrick : Le congrès de Berlin (TV)
- 1981 : Der lebende Leichnam (de) (TV)